# Hagioterapija
Hagioterapija je terapijska metoda za ozdravljenje čovjekove duhovne dimenzije odnosno duše. Izrasla je na filozofskom, antropološkom i teološkom istraživanju čovjeka. Duša je naziv koji suvremeni filozofi i teolozi daju onom dijelu čovjeka po kojoj je on specifično čovjek i po kojoj se razlikuje od vegetativnog i psihičkog dijela koji imaju životinje i biljke.
Hagioterapiju kao posebnu metodu antropološke (duhovne) terapije utemeljio je prof. dr. Tomislav Ivančić, profesor fundamentalne teologije na Bogoslovnom fakultetu u Zagrebu. 
Hagioterapija je težnja da se čovjek oslobodi od boli na duhovnoj razini, dok medicina isto čini na tjelesnoj, a psihijatrija na psihičkoj razini.
Hagioterapija se predstavlja kao „istraživačko-terapijska metoda“ koja vodi „ozdravljenju ljudske osobe“. Međutim, učinkovitost hagioterapije na bilo kakve odrednice zdravlja čovjeka nije znanstveno dokazana. Ne postoji niti jedan klinički pokus niti sustavni pregled o hagioterapiji. 

## Vanjske poveznice
- hagiohr
- Hagioterapija zmr
- Centar za hagioterapiju - Split
- Dokazi u medicini - Hagioterapija  Arhivirana inačica izvorne stranice od 3. travnja 2015. (Wayback Machine)